# El palacio de las flores
El palacio de las flores es el décimo álbum de Andrés Calamaro. Salió a la venta el 20 de noviembre de 2006.
Tras su sonada vuelta a los escenarios, Andrés Calamaro mostró lo más íntimo de su pensamiento con su nuevo álbum producido por Litto Nebbia, considerado como uno de los fundadores del rock en español y uno de los padres del rock argentino. 
Se pueden encontrar temas de composición propia como «Corazón en venta», metáfora de la soledad, así como una versión de Armando Manzanero, «Contigo aprendí» sin dejar de mencionar «El compositor no se detiene» o «Tengo una orquídea», compuestos mano a mano entre Calamaro y Nebbia.

## Ficha técnica
- Producido y arreglado por Litto Nebbia.
- Técnico de grabación y mezcla: Mario Sobrino.
- Este álbum fue grabado en Estudio del Nuevo Mundo, Buenos Aires, Argentina, de diciembre de 2005 a mayo de 2006.
- Masterizado por Alan Silverman en Arf! Mastering, NY.
- Fotografía: Robert Freeman.

## Músicos
- Andrés Calamaro: canto, piano, percusión, sintetizador, acordeón y voces.
- Litto Nebbia: guitarra, sintetizadores, melódica, percusión y coros.
- Ariel Minimal: guitarra, coros y percusión.
- Federico Boaglio: bajo eléctrico y percusión.
- Daniel Colombres: batería.

### Colaboraciones
- Pablo Agri: violín.
- Leopoldo Deza: flautas.
- Patricio Villarejo: cellos y arreglos de cuerdas.
- Pedro Menéndez: saxo soprano.
- Pablo Borzani: violín.
- Myrian Gandarillas: violín.
- Benjamín Brú: viola.
- Victorio Tapia: viola.
- Roxana Mauriño: chelo.
- Patricio Villarejo: chelo.
- Leopoldo Deza: flautas.

### Músicos invitados
- Vicentico, Germán "Cóndor" Sbarbati y Daniel Suárez en Cuando Una Voz Sea de Todos.
- Ciro Fogliatta: solo de órgano en Rosemary.

## Lista de canciones
1. Corazón en venta (Calamaro) - 3:49
2. Mi bandera (Calamaro) - 2:23
3. El Palacio de las Flores (Calamaro) - 4:21
4. El tilín del corazón (Calamaro) - 3:47
5. Contigo aprendí (Armando Manzanero) - 4:20
6. El compositor no se detiene (Nebbia) - 4:42
7. Tengo una orquídea (Calamaro) - 3:33
8. Patas de rana (Calamaro) - 3:59
9. Punto argentino (Calamaro) - 2:43
10. Cuando una voz sea de todos (Nebbia) - 3:55
11. Antes (Calamaro/Nebbia) - 0:58
12. Corte de huracán (Calamaro) - 3:09
13. Miami (Calamaro/Nebbia) - 4:33
14. Rosemary (Nebbia) - 4:02
15. Lo que nunca se olvida (Nebbia) - 3:08
16. La apuesta (Nebbia/Calamaro) - 4:25
17. Ser feliz (Calamaro) - 2:46

## Cortes de difusión
- Corazón en venta (2006)

## Posicionamiento en listas
| País    | Lista                   | Mejor posición |
| ------- | ----------------------- | -------------- |
| Uruguay | Uruguayan Top 10 Albums | 1              |